# Donna Christian-Christensen

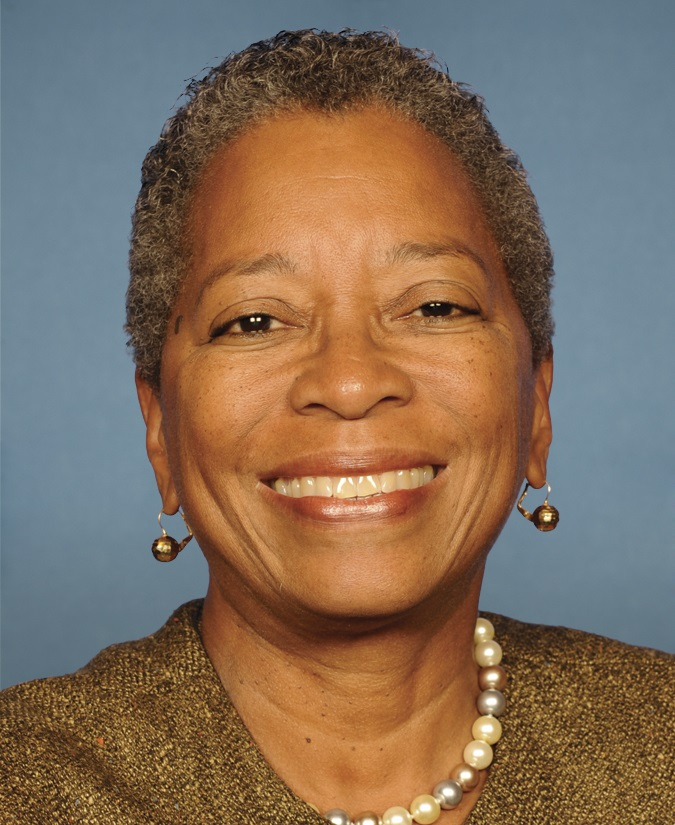
Donna Christian-Christensen

Donna Christian-Christensen (* 19. September 1945 in Teaneck, New Jersey) ist eine US-amerikanische Politikerin (Demokratische Partei). Sie war vom 3. Januar 1997 bis zum 3. Januar 2015 Mitglied des US-Repräsentantenhauses für die Amerikanischen Jungferninseln.
Donna Christian erwarb 1966 ihren Bachelor of Science am Saint Mary’s College in Notre Dame (Indiana). Anschließend besuchte sie die School of Medicine der George Washington University in Washington, D.C. und schloss dort 1970 als M.D. (Doktor der Medizin) ab, woraufhin sie eine berufliche Laufbahn als Ärztin einschlug. Diese führte sie 1987 nach Saint Croix, die größte der Amerikanischen Jungferninseln. Dort war sie ein Jahr lang als medizinische Direktorin im St. Croix Hospital tätig. Außerdem ging sie zeitweise einer Beschäftigung als Fernsehjournalistin nach.
In ihrer neuen Heimat begann Donna Christian eine politische Laufbahn. Von 1988 bis 1994 war sie Assistentin des Gesundheitsministers (Commissioner of Health) der Jungferninseln, ehe sie dieses Amt bis 1995 selbst kommissarisch ausübte. In den Jahren 1984, 1988 und 1992 nahm sie jeweils als Delegierte an den Democratic National Conventions teil. Nachdem sie bei den Kongresswahlen von 1994 noch gegen Victor O. Frazer vom konservativen Independent Citizens Movement verloren hatte, setzte sie sich zwei Jahre später durch und konnte daraufhin im Januar 1997 in den Kongress in Washington einziehen. Dort hatte sie als Delegierte kein Stimmrecht im Repräsentantenhaus, sondern lediglich in den Ausschüssen, denen sie angehörte. Zuletzt war sie Mitglied des Ausschusses für Energie und Handel. Außerdem saß sie im überparteilichen International Conservation Caucus, der sich mit Fragen des Umweltschutzes befasst.
Im Jahr 2014 verzichtete Donna Christian-Christensen auf eine erneute Kandidatur. Stattdessen bewarb sie sich um das Amt der Gouverneurin der Jungferninseln, unterlag aber dem unabhängigen Kandidaten Kenneth Mapp in der Stichwahl. Ihr Kongresssitz fiel an die Demokratin Stacey Plaskett.